# Phellia exlex
Phellia exlex is een zeeanemonensoort uit de familie Sagartiidae.
Phellia exlex is voor het eerst wetenschappelijk beschreven door McMurrich in 1904.